# Caladenia attingens
Caladenia attingens är en orkidéart som beskrevs av Stephen Donald Hopper och Andrew Phillip Brown. Caladenia attingens ingår i släktet Caladenia och familjen orkidéer.

## Underarter
Arten delas in i följande underarter:
- C. a. attingens
- C. a. gracillima